# عبد الله بالدي (سياسي)
عبد الله بالدي هو سياسي سنغالي، ولد في 16 يناير 1964 في السنغال. نشط حزبياً في الحزب الديموقراطي السنغالي. وقد انتخب عضو الجمعية الوطنية في السنغال ‏.